# كفر ربيع
كفر ربيع إحدى قرى مركز تلا التابع لمحافظة المنوفية بجمهورية مصر العربية. من أعلامها الفقيه أحمد أبو خطوة (المتوفي 1324 هـ).

## السكان
بلغ عدد سكان كفر ربيع 11,211 نسمة، منهم 5713 رجل و5،498 إمرأة، حسب الإحصاء الرسمي لعام 2006.